# أيون الأرينيوم

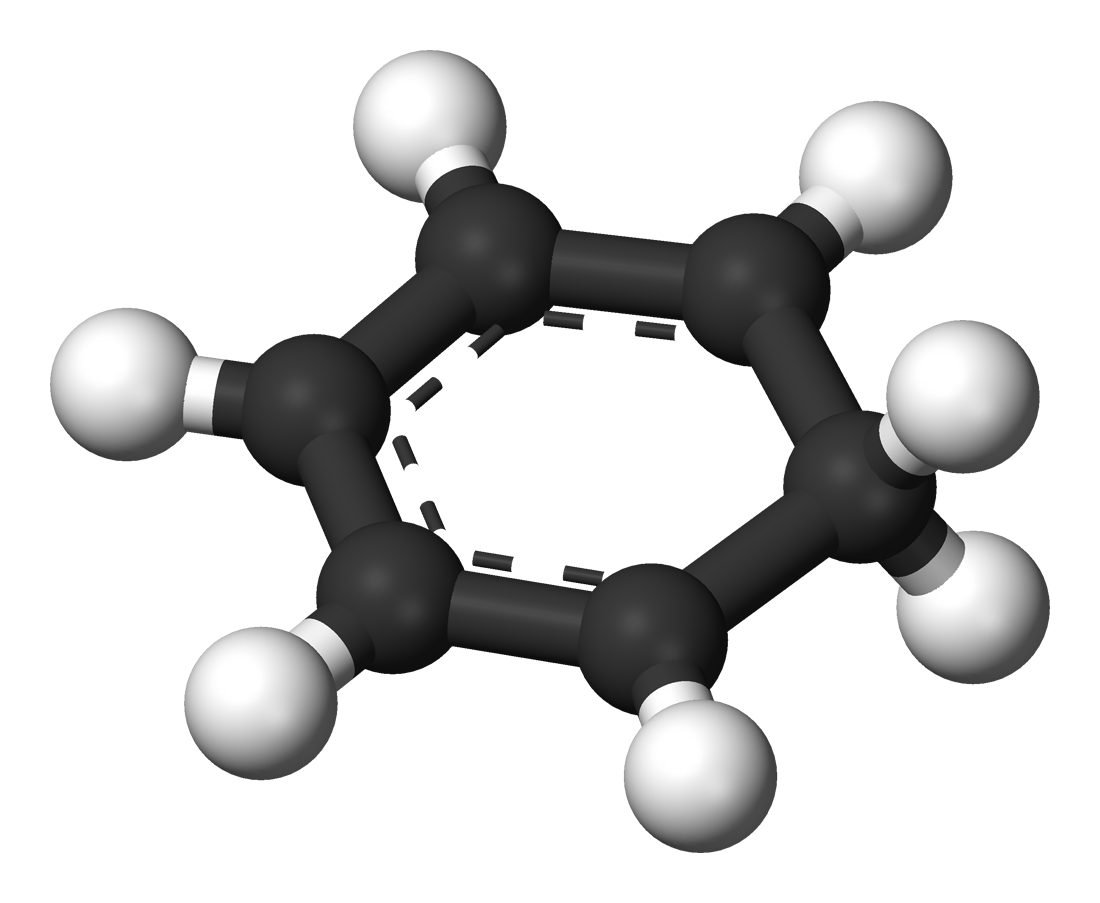
نموذج الكرة والعصا لأيون البنزينيوم

أيون الأرينيوم في الكيمياء العضوية هو كاتيون سيكلوهيكسادينيل الذي يظهر كوسيط تفاعلي في الاستبدال العطري الكهربي. ولأسباب تاريخية، يُطلق على هذا المركب أيضًا اسم وسيط ويلاند، نسبة إلى الكيميائي الأمريكي جورج ويلارد ويلاند (1907 – 1976). وان أصغر أيون أرينيوم هو أيون البنزينيوم (C6H7+) وهو البنزين البروتوني.
توجد ذرتان هيدروجين مرتبطتان بذرة كربون واحدة في مستوى عمودي على حلقة البنزين. لم يعد أيون الأرينيوم من الأنواع العطرية؛ ومع ذلك فهو مستقر نسبيًا بسبب إلغاء التمركز: يلغى تمركز الشحنة الموجبة على أكثر من 3 ذرات كربون بواسطة نظام باي، كما هو موضح في هياكل الرنين التالية: